# Walther Flemming
Walther Flemming (21 april 1843 – 4 augustus 1905) was een Duits bioloog en grondlegger van de cytogenetica, de wetenschap die de structuur en eigenschappen van chromosomen probeert te beschrijven. Flemming werd geboren in Sachsenberg (tegenwoordig onderdeel van Schwerin) als enige zoon van de psychiater Carl Friedrich Flemming (1799–1880) en zijn tweede vrouw, Auguste Winter. Hij studeerde af aan het Gymnasium der Residenzstadt, waar hij zijn collega en levenslange vriend Heinrich Seidel leerde kennen.

## Carrière
Flemming studeerde geneeskunde aan de Universiteit van Praag en studeerde af in 1868. Na zijn studie werd hij aangesteld als militair arts in de Frans-Pruisische Oorlog. Van 1873 tot 1876 werkte hij als docent aan de Universiteit van Praag. In 1876 aanvaardde hij de functie hoogleraar anatomie aan de Universiteit van Kiel. Hij werd directeur van het Anatomisch Instituut en bleef daar werken tot zijn dood.
Met gebruikmaking van anilinekleurstoffen ontdekte Flemming een draadachtige structuur in cellen die hij chromatine (kleurbaar materiaal) noemde. Later bracht hij deze structuren in verband met de chromosomen (gekleurde lichamen) in de celkern, die deze naam kregen door de Duitse anatoom Wilhelm von Waldeyer-Hartz. De Belgische wetenschapper Edouard Van Beneden (1846–1910) had chromosomen onafhankelijk waargenomen.
Flemming onderzocht het proces van celdeling en de bewegingen van chromosomen binnen celkernen. Het proces waarbij chromosomen tijdens celdeling uit elkaar gaan noemde hij mitose, Grieks voor draad. Hij bestudeerde mitose zowel in vivo als in preparaten, met als voornaamste bron van biologisch materiaal de vinnen en kieuwen van salamanders. Deze resultaten werden voor het eerst gepubliceerd in 1878. Hij verwierf bekendheid in 1882 door zijn invloedrijke boek Zellsubstanz, Kern und Zelltheilung. Op basis van zijn bevindingen vermoedde Flemming voor het eerst in de geschiedenis dat alle celkernen uit een vroege voorgangerkern voorkwamen (hij bedacht de uitdrukking omnis nucleus e nucleo, naar Virchow's omnis cellula e cellula).
Flemming was zich niet bewust van het werk van Gregor Mendel (1822–84), dus legde hij geen verband tussen zijn bevindingen en erfelijkheidswetten. Het zou twee decennia duren voordat de betekenis van Flemming's werk echt werd gerealiseerd bij de herontdekking van de wetten van Mendel. Het themakanaal Discovery Science beschreef Flemming's ontdekking van de mitose en chromosomen als een van de honderd belangrijkste wetenschappelijke ontdekkingen aller tijden, en een van de 10 belangrijkste ontdekkingen in de celbiologie.